# Forsby gård
Forsby gård (finska: Härkälän kartano) var en herrgård i Vichtis i det finländska landskapet Nyland. Gården skapades under 1600-talet, men efter många år av ekonomiska svårigheter revs den under 1930-talet. Herrgården var belägen i byn Forsby i Otalampi tätort.

## Historia
Forsby gård bildades genom en sammanslagning av två hemman i Forsby år 1649. Då ägdes den av Jacob Hästesko-Fortuna. Från och med 1682 fungerade gården som ett rusthåll. Mellan 1700 och 1780 ägdes gården av Klas Munck och hans släkt. Under mitten av 1800-talet var gården i kornetten Petter Adolf Malmborgs ägo. Forsby gård hade två augmentshemman på 1700-talet.
Storskiftet ägde rum i Forsby år 1779. År 1828 blev Ali-Teronen-hemman en del av Forsby, och senare under 1860-talet sammanfördes även Ali-Paakkala-hemmanet med gården. I början av 1800-talet tillhörde 16 av 22 torp i byn Forsby gård. I början av 1900-talet hade antalet torp ökat till 18 stycken.
Folkskolan i Forsby uppfördes på mark som donerades av Forsby gård i slutet av 1800-talet. I början av 1900-talet stötte gården på ekonomiska svårigheter, och år 1925 tvingades den säljas genom tvångsauktion. De nya ägarna av gården sålde stora delar av marken till den finska staten. Trots försök att vända ekonomin fortsatte Forsby gårds svårigheter, och år 1932 gick gården i konkurs. Den gamla huvudbyggnaden på Forsby gård revs under 1930-talet. Byggnaden, som hade ett mansardtak och två skorstenar, var uppförd av timmer.